# Morgan Parra

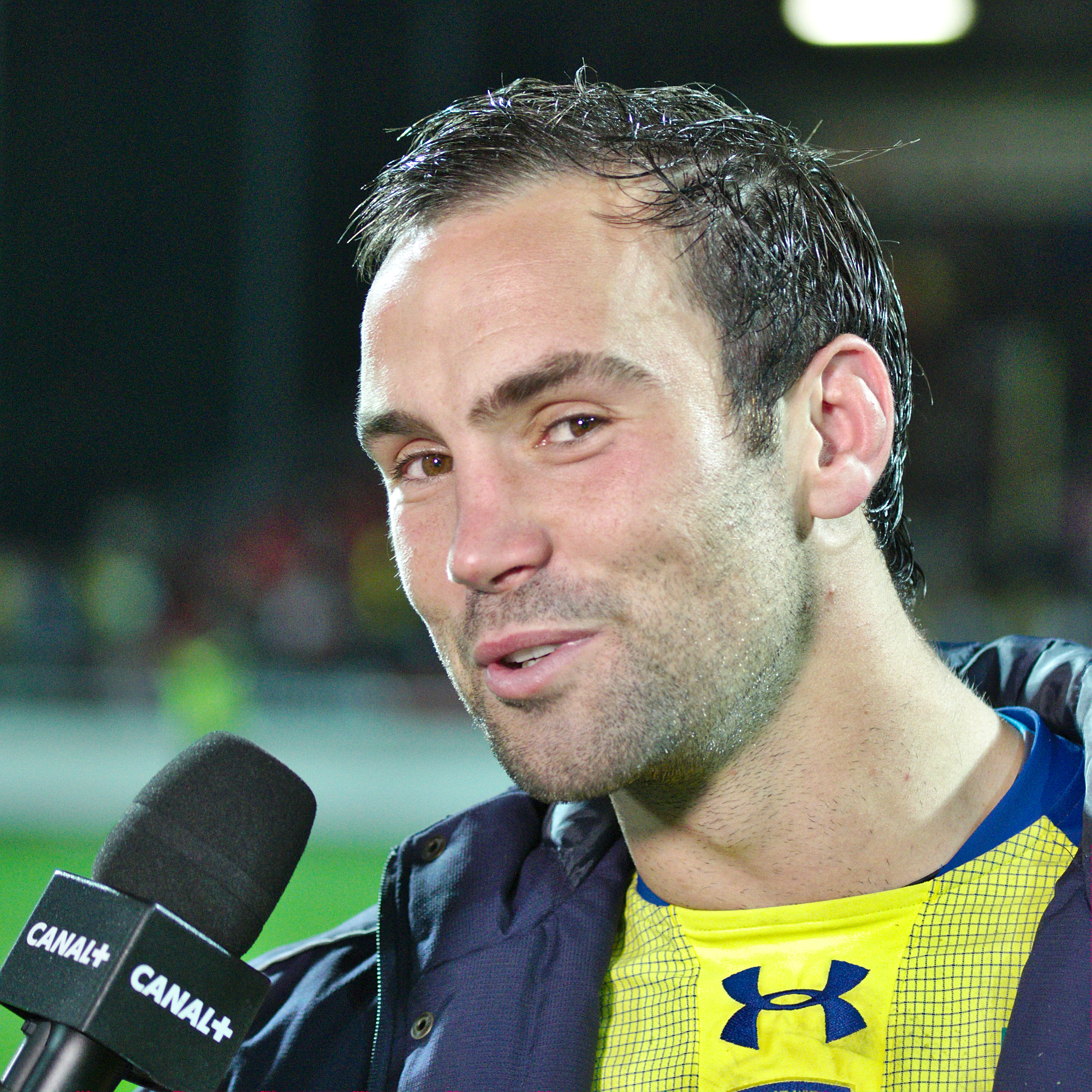

Morgan Parra é um jogador de rugby union nascido em Metz, na França, em 15 de novembro de 1988. Ele atua na posição de médio de abertura no seu clube, o ASM Clermont Auvergne, e na seleção francesa de rugby.
Morgan Parra começou a carreira no CS Bourgoin-Jallieu, em 2006. Aos 19 anos, teve a sua primeira convocatória para representar a seleção. Desde 2009, que representa o Clermont Auvergne, com o qual foi campeão francês e participou na Heineken Cup. Titular da seleção, foi convocado para a Campeonato do Mundo de Rugby de 2011, na Nova Zelândia.

## Seleção Francesa
Parra começou na seleção francesa com apenas 19 anos, sendo convocado pela primeira vez para a partida contra a  Escócia, no dia 3 de fevereiro de 2008, no torneio Six Nations. Nesse mesmo torneio conquistou a titularidade. Na Copa do Mundo de Juniores no país de Gales, em 2008, ele chegou com sua seleção ao sexto lugar, enquanto os All Blacks foram campeões. Foi prejudicado no início da temporada 2009-10 por conta de uma lesão no ombro. Em 2010, porém, levou a França ao título do Six Nations, com uma campanha impressionante, vencendo as cinco partidas disputadas. Esse feito, no torneio, é chamado Grand Slam. Nessa ocasião, ele foi o melhor pontuador da competição, além de ter sido eleito o terceiro melhor jogador do torneio. Em 2011, foi convocado para a Copa do Mundo de Rugby, onde vestiu a camisa 9 e a 10 da França. Foi vice-campeão, mas teve de ser substituído durante a final por François Trinh-Duc devido a uma lesão no rosto em um tackle.

## Títulos
- Top 14 2010 com o ASM Clermont Auvergne
- Six Nations 2010 com a seleção francesa, com grand slam
- Melhor pontuador do Six Nations 2010
- Terceiro melhor jogador do Six Nations 2010